# Dorothee Krämer
Dorothee Krämer (* 1971 in Wuppertal) ist eine deutsche Lyrikerin. Sie lebt im niedersächsischen Bad Essen.

## Leben und Werk
Dorothee Krämer studierte in Wuppertal Neuere deutsche Literaturgeschichte, Allgemeine Literaturwissenschaften und Pädagogik. Sie arbeitet als Dozentin für Alphabetisierungs- und Integrationskurse.
Viele ihrer Gedichte wurden in Literaturzeitschriften herausgegeben, z. B. in Dichtungsring, litrobona, Wortschau, Silbende Kunst, Die Geste, im Jahrbuch der Lyrik 2022 und im Signaturen Magazin. Ebenso erscheinen ihre Texte in zahlreichen Anthologien.
Ihre erste Einzelveröffentlichung mit ihren Gedichten publizierte der Verlag Königshausen & Neumann 2023 unter dem Titel Von der Poesie deiner Worte. Der zweite Gedichtband Libellenabend erschien 2025 in der Lyrik-Edition NEUN im Verlag der 9 Reiche.

## Veröffentlichungen

### Einzeltitel
- Von der Poesie deiner Worte. Gedichte. Königshausen & Neumann Würzburg, 2023, ISBN 978-3-8260-8482-9.
- Libellenabend. Gedichte, mit Linolschnitten von Steffen Büchner, Lyrik-Edition NEUN, Band 37, Verlag der 9 Reiche Berlin, 2025, ISBN 978-3-948999-37-7.

### Anthologien (Auswahl)
- Saatkorn sein. Zwischen Mühlsteinen, Quintus Verlag Berlin, 2020, Berlin, ISBN 978-3-947215-64-5.
- Rette sich wer kann. Der kleine Alltag des Widerstands in Gedichten, Geschichten und Berichten. Geest-Verlag Vechta, 2021, ISBN 978-3-86685-790-2.
- Wunderwerk Text Literaturwettbewerb 2023 um den Preis der Gruppe 48. Salzburg, Mackingerverlag 2023, ISBN 978-3-902964-55-7.

## Preise und Auszeichnungen
- 2020: Ulrich-Grasnick-Lyrikpreis[1]
- 2024: 2. Preis Lyrik beim Landschreiber-Wettbewerb
- 2025: Stipendium des Literaturbüros Westniedersachsen